# Aboubakar Kamara
Aboubakar Kamara (født 7. marts 1995), også kendt ved kælenavnet AK-47, er en fransk-mauretansk professionel fodboldspiller, som spiller for UAE Pro League-klubben Al-Jazira og Mauretaniens landshold.

## Klubkarriere

### Tidlige karriere
Kamara begyndte sin karriere hos AS Monaco, hvor han fik sin professionelle debut i september 2014. Han skiftede i juli 2015 til belgiske KV Kortrijk.

### Amiens
Kamara vendte i januar 2016 tilbage til Frankrig, da han skiftede til Amiens SC. Han var i sin tid med klubben med til at rykke op to sæsoner i streg, og Amiens nåede hermed til Ligue 1 for første gang i klubbens historie.

### Fulham
Kamara skiftede i juli 2017 til Fulham.
Under en kamp imod Huddersfield Town den 29. december 2018 kom Kamara i en diskussion med Aleksandar Mitrović over hvem skulle sparke et straffespark. Kamara endte med at sparke straffesparket, som blev reddet af Jonas Lössl. Efter kampen blev Kamara kritiseret i medierme og af sin træner Claudio Ranieri, som sagde han manglede respekt for sine holdkammerater.

#### Lejeaftaler
Kamara havde under sin tid hos klubben lejeaftaler til Yeni Malatyaspor og Dijon.

### Aris og Olympiakos
Kamara skiftede i august 2021 til græske Aris Thessaloniki. I juni 2022 skiftede han til Olympiakos.

### Al-Jazira
Kamara skiftede i septemer 2023 til emiratiske Al-Jazira.

## Landsholdskarriere
Kamara debuterede for Mauretaniens landshold den 26. marts 2021.